# Ksenia Sitnik
Pour les articles homonymes, voir Sitnik.
Ksenia Sitnik (ou Ksenija Sitnik), de son nom complet Ksenia Mikhaïlovna Sitnik-Statsenko (en biélorusse : Ксенія Міхайлаўна Сітнік Стацэнка), née le 15 mai 1995 à Mazyr, est une chanteuse biélorusse, gagnante du Concours Eurovision de la chanson junior en 2005, avec la chanson My Vmeste (« Nous sommes ensemble »), écrite par elle-même.
Son père, Mikhaïl Sitnik, est un homme d'affaires et sa mère, Svetlana Statsenko, est directrice de l'école de musique UMES. Elle est diplômée de l'école no 13. Ses loisirs incluent la chanson, la danse et le dessin. Xenia a une sœur aînée qui participe aussi à des concours de chanson d'enfants.
Ksenia a commencé sa carrière à un âge précoce. Elle a participé à de nombreux festivals comme le Tchernobyl Way charity show et les festivals Falling Stars (étoiles filantes) à Nowa Ruda, en Pologne et Star Light (lumière d'étoile) à Saint-Pétersbourg en Russie.
Ksenia a gagné des prix au festival Golden Bee (abeille d'or) aussi bien que le Grand Prix à des concours internationaux d'enfants Vitebsk-2005 en Biélorussie. Elle est devenue la fille la plus célèbre de Biélorussie après sa victoire surprise au Concours Eurovision de la Chanson Junior. En 2017, elle obtient un diplôme dans une école de journalisme anglo-américaine à Prague, en République tchèque. Elle se produit dès lors que très rarement, sa performance la plus récente ayant eu lieu en 2016. Elle travaille comme journaliste dans le domaine de la mode. 